# Cantó de Brunoy
El cantó de Brunoy era un cantó francès del departament d'Essonne, que estava situat al districte d'Évry. Comptava amb el municipi de Brunoy.
Va desaparèixer al 2015 i el seu territori es va dividir entre el cantó d'Épinay-sous-Sénart i el cantó d'Yerres.

## Municipis
- Brunoy

## Història
| Data d'elecció                           | Identitat        | Partit           | Qualitat |
| ---------------------------------------- | ---------------- | ---------------- | -------- |
| 1967-1979                                | Pierre Prost     | Divers droite    |          |
| 1979-1985                                | Daniel Lobry     | UDF              |          |
| 1985-2001                                | Laurent Béteille | RPR              |          |
| 2001-2008                                | Michel Dumont    | UDF, després UMP |          |
| 2008-                                    | Édouard Fournier | PS               |          |
| les dades anteriors no són pas conegudes |                  |                  |          |
|                                          |                  |                  |          |

## Demografia
| A partir de 1990: Població sense dobles comptes |